# Günzer Tamás pincészete
A pincészetet Günzer Tamás 1991-ben alapította.

## A család története
A Günzer család generációk óta foglalkozik szőlőtermeléssel és borkészítéssel Palkonyán, a Villányi borvidéken. A két Günzer testvér, Zoltán és Tamás két külön borászatot alapítottak.

## Günzer Tamás pincészete
A vállalkozást 1991-ben indította el, kezdetben csak 0,3 hektár ültetvényen termelt. Az első palackot 1998-ban töltötte. Az évek során folyamatosan fejlesztettek, 2011-ben egy EU-pályázatnak köszönhetően építették meg új feldolgozóüzemüket.
Günzer Tamás két gyermeke is részt vesz a pincészet munkájában; lánya (Gina) a marketingtevékenységet segíti és a rendezvények szervezésében vesz részt, míg fia (Roland) a borászati üzem vezetője.
2017-ben már 45 hektáron gazdálkodtak, és 330 000 palackot állítottak elő.